# دزدی دریایی در خلیج گینه

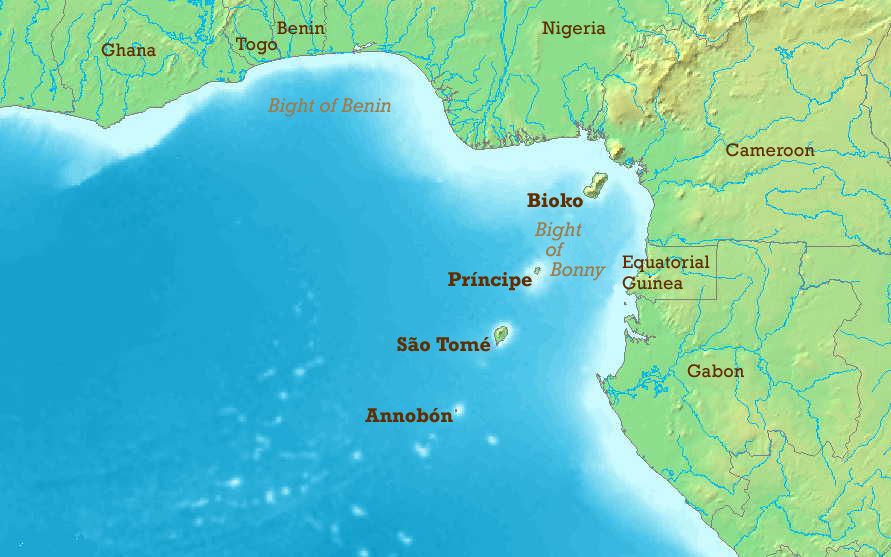
خلیج گینه

دزدی دریایی در خلیج گینه بر تعدادی از کشورهای غرب آفریقا و همچنین به‌طور گسترده‌تر بر جامعه بین‌المللی تأثیر می‌گذارد. در سال ۲۰۱۱، این موضوع به یک موضوع نگران‌کننده جهانی تبدیل شد. دزدان دریایی در خلیج گینه اغلب بخشی از شرکت‌های جنایی به شدت مسلح هستند که از روش‌های خشونت‌آمیز برای سرقت محموله‌های نفتی استفاده می‌کنند. در سال ۲۰۱۲، دفتر بین‌المللی دریایی، اقیانوس‌ها فراتر از دزدی دریایی و برنامه واکنش بشردوستانه دزدی دریایی گزارش دادند که تعداد حملات به کشتی‌ها توسط دزدان دریایی آفریقای غربی به بالاترین سطح جهانی رسیده‌است و در طول سال ۹۶۶ دریانورد مورد حمله قرار گرفته‌اند. بر اساس گزارش گروه کنترل خطرات، حملات دزدان دریایی در خلیج گینه تا اواسط نوامبر ۲۰۱۳ سطح ثابتی از حدود ۱۰۰ تلاش برای کشتی‌ربایی در سال را حفظ کرده‌است، که پس از تنگه ملاکا در جنوب شرقی آسیا در رده دوم قرار دارد. دزدی دریایی در خلیج گینه همچنان یک نگرانی برای صنعت کشتیرانی است که به‌طور قابل توجهی تحت تأثیر قرار گرفته‌است. در عین حال، دولت‌های منطقه به‌طور کلی تأکید می‌کنند که مبارزه با دزدی دریایی مستلزم درک گسترده‌ای از امنیت دریایی در سراسر خلیج گینه است.